# Carl Heinrich Wilhelm Anthing

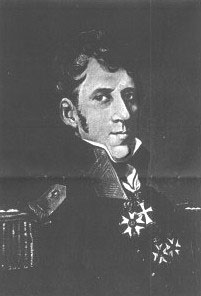
Porträt des Carl Heinrich Wilhelm Anthing, ab 1810 Baron von Anthing

Carl Heinrich Wilhelm Anthing, ab 1813 Baron von Anthing oder d'Anthing (* 11. November 1766 in Gotha; † 7. Februar 1823 ebenda) war ein deutscher Offizier, zuletzt Generalleutnant, in niederländischen Diensten.

## Leben
Carl Heinrich Wilhelm Anthing war der jüngste Sohn des Garnisonspredigers in Gotha Johann Philipp Anthing (1718–1772) und seiner Frau Dorothea Amalia, geb. Schierschmidt (1732–1797). Sein Vater starb, als er fünf Jahre alt war, und hinterließ sieben Kinder. Der Silhouetteur Johann Friedrich Anthing war sein ältester Bruder.
Er trat 1783 als Kadett in das erbprinzliche Regiment in Altenburg ein, wechselte aber schon 1786 als Fähnrich in das holländische Regiment, ein Sachsen-Gothaisches Subsidienregiment, das im Sold der niederländischen Republik der Sieben Vereinigten Provinzen stand.
Anthing blieb dem Regiment treu, das durch die wechselvollen Herrschaftsverhältnisse der Provinzen in dieser Zeit mehrfach den Dienstherrn wechselte: „Je nachdem nun Holland im Wechsel der Zeiten wechselvollen Schicksalen unterlag, änderten sich auch Anthings Dienstverhältnisse, aber als Oranier wie als Republikaner, als Königlicher wie als Napoleonischer, als Bourbonist und endlich wieder als Oranier änderte sich nie seine unentwegte Pflichttreue, und darum ehrten ihn alle Parteien.“
1787 noch gegen die Patriotten eingesetzt, erlebte er 1795 das Ende der Regierung des Statthalters Wilhelm V. (Oranien) und die Etablierung der von Frankreich abhängigen Batavischen Republik. 1798 war er Kommandant (Platzmajor) in Den Haag und besorgte hier die Internierung oppositioneller Politiker im Huis ten Bosch. 1799 führte er im Zweiten Koalitionskrieg seine Soldaten erfolgreich gegen die Invasion der englisch-russischen Truppen, die im August und September in Nordholland bei Alkmaar gelandet waren; das Direktorium der Batavischen Republik beförderte ihn dafür zum Général de division. Als Napoleon Bonaparte die Republik in das Königreich Holland verwandelte, wurde Anthing Generaladjutant des Königs Louis Bonaparte. 1805 war im Corps des Marschalls Bernadotte in Frankfurt am Main. 1809 stand er an der Spitze einer holländischen Brigade, die am 26. Mai Wismar einnahm und dann bei und in Stralsund Ferdinand von Schill besiegte und diesen tötete. Ab September 1809 war er Gouverneur der Festung Breda.
Als Napoleon 1810 Holland annektierte, wurde Anthing mit dem niedrigeren Rang eines Général de brigade in die französische Armee übernommen. Hier machte er die Feldzüge von 1812 und 1813 mit; in der Schlacht bei Großgörschen (Lützen) wurde er leicht und in der Schlacht bei Bautzen schwer verwundet. Als Rekonvaleszent wurde er nach Straßburg geschickt und entging so der Völkerschlacht bei Leipzig. Napoleon ernannte ihn am 19. Juli 1813 zum Baron des Kaiserreichs (Baron d’Empire).
Nach der Landung des Prinzen Wilhelm von Oranien im November 1813 in Holland trat Anthing wieder in niederländische Dienste. 1814 zeichnete er sich an der Spitze der sogenannten Indischen Brigade bei der erfolgreichen Belagerung von Le Quesnoy aus. König Wilhelm I. beförderte ihn darauf zum Generalleutnant.
Mit Ende der Napoleonischen Kriege wurde Anthing zum Generalgouverneur von Batavia und zum Oberbefehlshaber der Kolonialtruppe, der späteren Königlich Niederländisch Indischen Armee berufen. Gesundheitlich angegriffen, erbat er 1819 seine Entlassung, die ihm auch mit einem Ehrensold gewährt wurde.
Seine letzten Lebensjahre verbrachte er in Gotha.
Er war zunächst ab 1792 mit Anna Maria Brascamp (1768–1802) verheiratet und nach ihrem Tod mit Johanna Amalia Sophie von Lettow (1783–1848), der Witwe des seit 1807 vermissten niederländischen Offiziers Johann Heinrich Traugott Vogel. Dessen Nachfahren nahmen später den Namen Anthing Vogel an.

## Nachlass

### Album Amicorum

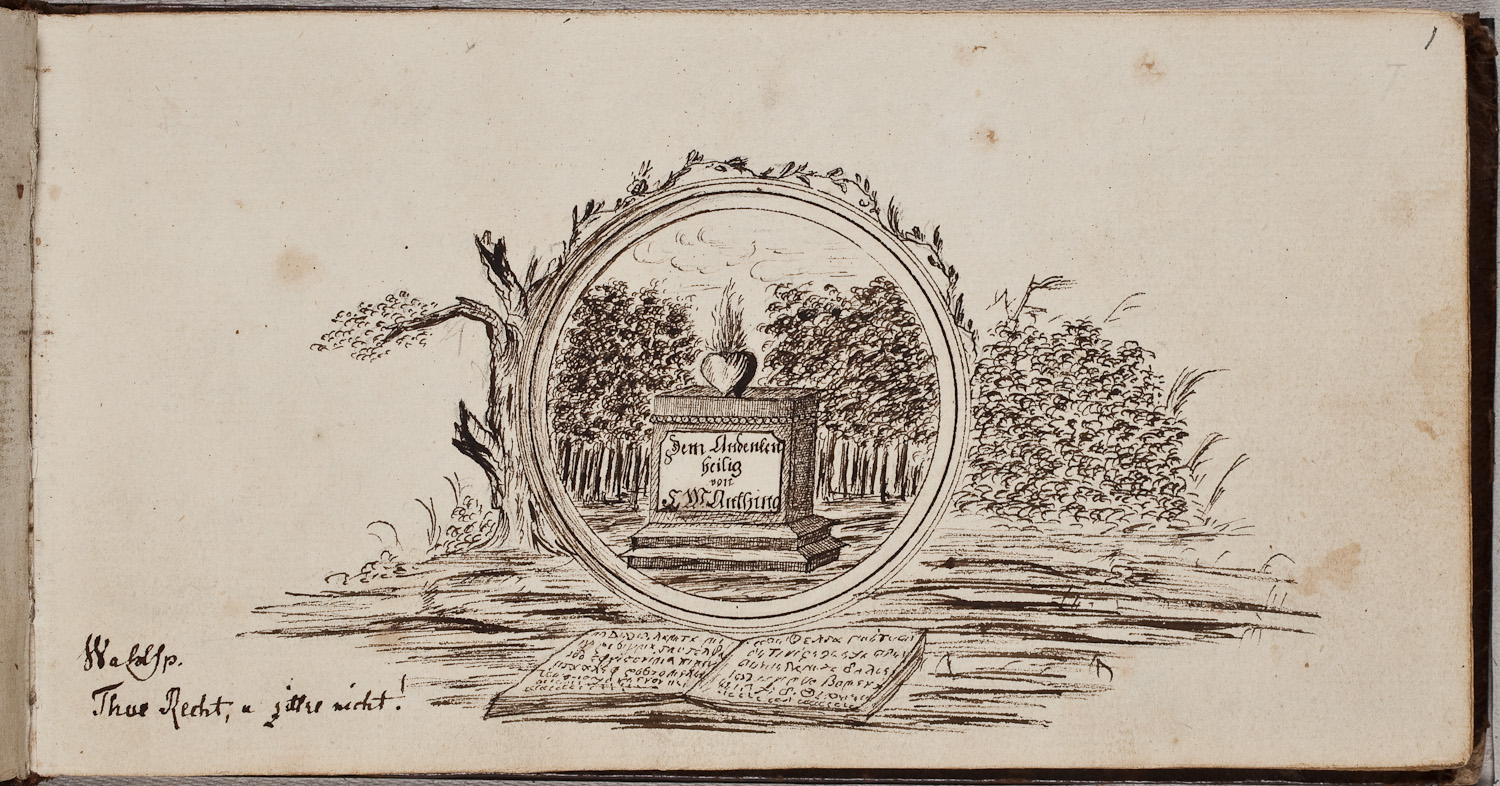
Titelzeichnung aus Anthings Album amicorum mit seinem Wahlspruch: Thue Recht, und zittre nicht!

Anthing führte ein Album Amicorum, das auf 113 Blättern 204 Einträge von 1784 bis 1818, teils mit Emblem-Zeichnungen, umfasst. Es wird heute in der Königlichen Bibliothek der Niederlande verwahrt. Von besonderer Bedeutung sind darin die Eintragungen der 1798 von Anthing im Huis ten Bosch internierten Deputierten. Auf dem vorderen Innendeckel weist Anthing eigenhändig darauf hin, dass Notizen und Obszönitäten zu unterbleiben hätten.

### Briefe und ethnografische Stücke aus Java
Zwei offizielle Schreiben in javanischer Sprache an Anthing aus dem Jahr 1816 fanden ihren Weg in die herzogliche Sammlung, der heutigen Universitäts- und Forschungsbibliothek Erfurt/Gotha.
Anthings reichhaltige Sammlungen von Vögeln, Schmetterlingen, Conchylien, Waffen, Götzenbildern aus der ostindischen Inselwelt, die er aus Java und Borneo mitgebracht hatte, beschrieb Johann Georg August Galletti 1824 in Gotha und seine Umgebungen als eine der Sehenswürdigkeiten der Stadt. Sie wurden nach 1824 vom herzoglichen Hof angekauft und bildeten zusammen mit der Sammlung von Ulrich Jasper Seetzen das Orientalische Museum auf Schloss Friedenstein.

## Auszeichnungen
- 1. Januar 1807: Ritter, Koninklijke Orde van Verdienste
- 20. Juni 1809: Kommandeur des Dannebrogordens[13]
- 7. März 1812: Ritter, Orden der Wiedervereinigung
- 10. August 1813: Commandeur de la Légion d’Honneur
- 14. Oktober 1815: Ritter III. Klasse, Militär-Wilhelms-Orden